# Ренегат
Ренегати або перебіжник (лат. renegatus — відступник, від renego — зрікаюсь) —  це особа, яка змінює вірність від однієї лояльності або ідеалу до іншої, зраджуючи або дезертируючи з початкової справи, переходячи на протилежну сторону або партію. У широкому значенні ренегати — люди, котрі змінили бік у будь-якому конфлікті.
У політичній та соціальній історії це явище відрізняється від зрадництва, оскільки перехід здебільшого відбувається за наступних обставин:
- У групах, часто керованих одним або кількома лідерами.
- Коли мета, яка раніше мотивувала і приносила користь людині, стає (або сприймається як така, що стала) або більш нездійсненною, або занадто дорогою, навіть якщо успіх буде досягнутий.

З військової точки зору, протиборчі армії, як правило, носять форму контрастних кольорів, щоб запобігти випадкам дружнього вогню. Таким чином, термін "перебіжчик" вказує на те, що особа змінила сторону і свій мундир на той, що відповідає кольору її колишнього ворога. 
Наприклад, під час громадянської війни в Англії в 17 столітті солдати Олівера Кромвеля вивертали свої мундири навиворіт, щоб відповідати кольорам королівської армії.
Колишні християни, які порівняно недавно прийняли іслам і воювали на боці мусульман у так званих християнських війнах XVI ст.

## Історичний контекст
Навіть у сучасному історичному контексті "перебіжчик" часто є синонімом терміну "ренегат" - терміну релігійного походження, що походить від латинського слова "renegare" (відрікатися). Історичні течії великого масштабу періодично захоплювали у свої тенета маси людей разом з їхніми лідерами. У такій складній ситуації відкриваються нові погляди на минулі вчинки, а питання особистої зради стає дещо заплутаним. Прикладом може бути ситуація, що призвела до підписання 26 липня 1581 року в Нідерландах Акта про урочисте зречення або Plakkaat van Verlatinghe, який став прикладом того, що перехід на бік ворога отримав позитивне значення.
Перше письмове вживання цього терміну було здійснене Д. Фоксом у праці "Actes & Monuments" у 1570 році: "Той, хто змінює свої принципи або партію; ренегат; відступник". Цитується 1571 року*.
"Відступник" може мати і більш буквальне походження. Згідно з Rotuli Chartarum 1199-1216 рр. два барони змінили вірність Вільяму Маршалу, 1-му графу Пембруку, на короля Іоанна. Іншими словами, вони повернули свої герби від одного лорда до іншого, отже, стали перебіжчиками.

## Приклади
В історії було багато перебіжчиків, в тому числі:
- Громадянська війна в Англії у 17 столітті. Облога замку Корф була виграна солдатами Олівера Кромвеля, коли вони вивернули свої мундири навиворіт, щоб відповідати кольорам королівської армії [3].
- Під час революції британських американських колоній, коли генерал-майор континентальної армії США Бенедикт Арнольд перейшов на бік британців у травні 1779 року [4].
- Канада під час війни 1812 року. Деякі канадці вважали республіканізм кращою системою правління, ніж демократична британська монархія, і воювали на боці американців, що вторглися в країну.
- Німеччина та Австрія після Другої світової війни, коли багато колишніх ентузіастів нацистської партії приєдналися до новостворених націй Західної та Східної Німеччини і намагалися стерти або принаймні звести до мінімуму свою колишню роль нацистів. Протягом наступних десятиліть багато колишніх нацистів відновили свій престиж і зайняли високі посади в нових республіках. Курт Вальдхайм - австрійський нацист, навіть обіймав найвищу посаду Генерального секретаря Організації Об'єднаних Націй з 1972 по 1981 рік і президента Австрії з 1986 по 1992 рік [5].
- Франція після падіння режиму Віші, коли багато колабораціоністів, як доморощених фашистів, так і симпатиків нацизму, применшили свою роль у колишньому уряді та його інституціях.
- Росія та колишні комуністичні країни Східної Європи після розпаду СРСР, де багато колишніх комуністів раптом стали палкими прихильниками капіталізму. Як наслідок, багато колишніх апаратників залишили Комуністичну партію на користь посад у нових державних структурах [6].
- В Іспанії після громадянської війни (1936-1939), а також під час переходу Іспанії до демократії (1975 і далі) [7].

## Дивись також
- Дружній вогонь
- Мувалади
- Апостасія